# Hašlerka

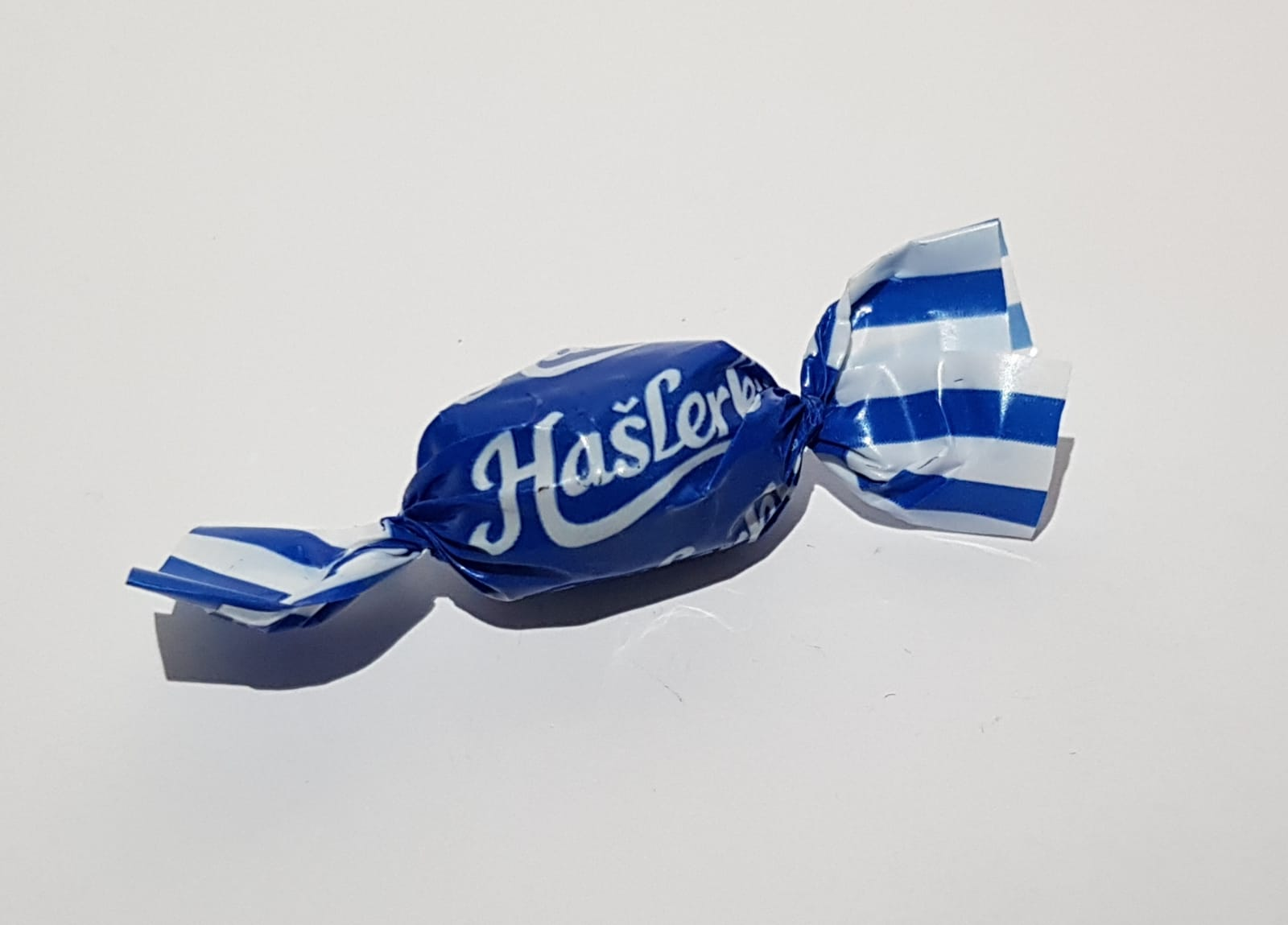
Hašlerka

Hašlerka je tvrdý bonbon (kandit, drops) pro zmírnění chrapotu a kašle. Cukr a glukózový sirup se zahřívaly na teplotu 142 °C, aby se lékořicový prášek v cukru rozpustil. Do chladnoucí hmoty se zapracovávaly silice (éterické oleje), rostlinné extrakty například léčivek a aktivní uhlí rostlinného původu (pro barvu a snížení lepivosti hmoty). Z hmoty se pak lisovaly bonbony oválného tvaru (balené jednotlivě) nebo kulatého tvaru (balené po více kusech do „roliček“).

## Historie vzniku směsi
Směs údajně vymyslel v roce 1877 jistý hamburský lékárník. Když po letech před jedním vystoupením měl prý Enrico Caruso (1873 – 1921) potíže s hlasivkami, zachránilo ho užití bonbonů z uvedené směsi (zachovalo se údajné Carusovo poděkování. Mohlo jít o vystoupení na soukromé akci německo-amerického průmyslníka Henryho Budge po dokončení přestavby tzv. Budge-Palais v Hamburku v roce 1909). Bonbony pod názvem Caruso-Hustenbonbon ze směsi tohoto nebo obdobného složení pak před I. světovou válkou začala vyrábět vídeňská firma Erich Kirstein (Wien XIX, Heiligenstädterstrasse 50).

## Historie výroby v Praze a českého názvu
Koncem války 1917 – 1918 začínající pražský podnikatel František Lhotský získal od E. Kirsteina za pomoc recepturu a začal bonbony Caruso vyrábět v dílně na Královských Vinohradech v Praze v tehdejší ulici Komenského č. 35 (dnes Belgické č. 8). Ale jméno slavného italského pěvce nebylo v Čechách pro běžné zákazníky dostatečně přitažlivé. Výrobce – možná inspirován legendou o původním názvu – se proto 20. prosince 1920 vypravil do pražského kabaretu Lucerna s krabicí svých výrobků za právě chraptícím populárním Karlem Hašlerem. Písničkář se přesvědčil o kvalitě a účinku a dal na místě písemný souhlas s užitím svého jména (originál je nyní uložen v Národním muzeu). Bulvární novinářská fáma o svazku bankovek za tento souhlas je však nepravdivá[zdroj?]. I když je známo, že Hašler měl značnou potřebu vyššího příjmu pro rodinu a domácnost, pochopil jako dobrý obchodník argument svého protějšku. Jméno na statisících výrobků bude pro něj vynikající a stálou reklamou bez jakýchkoliv výdajů. Růst výroby za spolupráce mladšího bratra Oldřicha si vyžádal větší prostory. Ty byly získány v Michli na „Krhounkově poli“ (později ul. Nerudova, dnes Magistrů) dostavbou vhodného objektu a později ještě rozšířen. 28. února 1948 byl majitel akčním výborem z podniku vykázán, výroba cukrovinek byla kolem 1953 přenesena v rámci Pražských čokoládoven do bývalé Rupy v Modřanech. Budovy pak sloužily jako sklady MNO, provozy ZPA, Elektromontážních závodů a Reguly. Nakonec byly firmou ORCO přestavěny na byty. Hašlerky pak po privatizaci firma Nestlé vyrábí v závodě Sfinx v Holešově.